# Mittakpheap (quận)
Mittakpheap hay Krong Preah Sihanouk là một quận cũ của tỉnh Sihanoukville, Campuchia. Theo thống kê năm 1998, quận có 67.440 người.
Ngoài Thành phố Sihanoukville và Cảng tự trị Sihanoukville, các đảo Koh Puos, Koh Preab, Koh Doung, Koh Kaong Kang, Koh Tres, Koh Koun, Koh Tuich, Koh Rong, và Koh Rong Sanloem thuộc quyền quản lý của Krong Preah Sihanouk.